# Cimetidin
Cimetidín je učinkovina iz skupine zaviralcev histaminskega receptorja H2, ki se uporablja kot zdravilo pri ulkusni bolezni.

## Zgodovina
Cimetidin velja za prototipsko učinkovino iz skupine zaviralcev histaminskega receptorja H2, iz katere so kasneje razvili novejše učinkovine. Njegovo odkritje je plod sodelovanja podjetja Smith, Kline and French (SK&F; danes GlaxoSmithKline) ter raziskovalcev Jamesa W. Blacka, C. Robina Ganellina in drugih v projektu iskanja zaviralca histaminskih receptorjev, ki bi zavrl izločanje želodčne kisline. Gre za eno prvih učinkovin, ki so jo odkrili s pomočjo racionalnega načrtovanja. V tem času (leta 1964) je bilo znano, da histamin spodbuja izločanje želodčne kisline, hkrati pa dotlej znani antihistaminiki niso izkazovali učinka nanj. Raziskovanje je pripeljalo do dokaza hstaminskih receptorjev tipa H2.
Delovna skupina pri SK&F je racionalno načrtovanje učinkovine začela na osnovi kemijske zgradbe histamina, o tedaj le še domnevnem receptorju H2 še ni bilo ničesar znanega. Da bi razvili model receptorja, so sintetizirali stotine modificiranih spojin in prve obete je dala spojina Nα-gvanilhistamin, delni antagonist receptorja H2. Na podlagi te spojine vodnice so nato natančneje predvidlei model receptorja, kar je vodilo do razvoja burimamida, prvega zaviralca histaminskega receptorja H2. Burimamid je specifičen kompetitivni antagonist s 100-krat večjo jakostjo od Nα-gvanilhistamina in je pomenil dokaz za obstoj receptorja H2. Vendar pa burinamid še vedno ni izkazoval dovoljšnje učinkovitosti po peroralni uporabi, zato so raziskovalci dalje spreminjali strukturo molekule ter s tem poskušali spremeniti porazdelitveni koeficient učinkovine. To je vodilo do odkritja metiamida, ki je izkazoval učinkovitost, a je hkrati povzročal agranulocitozo in nesprejemljive toksične učinke na ledvice. Domnevali so, da toksičnost povzroča tiosečninska skupina v strukturi metiamida ter iskali podobne gvanidinske analoge, kar je vodilo naposled do odkritja cimetidina. Cimetidin so prvič sintetizirali leta 1972 ter v naslednjem letu preučili njegovo toksičnost. Učinkovina je prestala vsa preskušanja.
Cimetidin je najprej pridobil dovoljenje za promet v Združenem kraljestvu leta 1976, v ZDA pa leta 1977. Tako je trajalo od ustanovitve projekta za iskanje učinkovitega antagonista receptorja H2 do utrženja zdravila 12 let. Leta 1979 je bil cimetidin (pod tržnim imenom Tagamet) na voljo že v več kot 100 državah ter postal najbolj prodajano zdravilo na recept v ZDA, Kanadi in na številnih drugih trgih.
Zaščiteno ime Tagamet je nastal iz skrajšanja besed "antagonist" in "cimetidin". Utrženju cimetidina sta nato sledili dve novejši učinovini, ki sta pridobili dovoljenje za promet: ranitidin (Zantac, Glaxo Labs) in famotidin (Pepcid, Yamanouchi, Ltd.)  Cimetidin je prvo zdravilo, ki je preseglo letno prodajo milijarde dolarjev, in velja za prvo »prodajno uspešnico« med zdravili.
Danes so v zdravljenju ulkusne bolezni cimetinin v veliki meri nadomestila zdravila iz skupine zaviralcev protonske črpalke, vendar je še v številnih državah na tržišču v obliki zdravil brez recepta.
Zdravilo z učinkovino cimetidin je v Sloveniji na voljo pod imenom Cimetidin.

## Uporaba
Cimetidin zavira histaminske receptorje H2 in s tem zmanjša izločanje kisline v želodcu. Zato se uporablja pri boleznih, ki jih povzroča čezmerno izločanje želodčne kisline (razjeda na želodcu ali dvanajstniku, gastroezofagealna refluksna bolezen, Zollinger-Ellisonov sindrom, erozivni ezofagitis ...

## Neželeni učinki
Cimetidin lahko povzroča med drugim naslednje neželene učinke (v oklepaju je podana njihova pogostnost):
- glavobol (2–4 %)
- ginekomastija (od manj kot 1 % do 4 %)
- omotica (1 %)
- dremavost (somnolenca) (1 %)
- driska (1 %)
- razdraženost